# (6500) Kodaira
(6500) Kodaira es un asteroide que forma parte del grupo de los asteroides que cruzan la órbita de Marte y fue descubierto por Kazuro Watanabe y Kin Endate, el 15 de marzo de 1993, desde el Observatorio de Kitami.

## Designación y nombre
Kodaira se designó inicialmente como 1993 ET. Más adelante, en 1996, fue nombrado en honor de Keiichi Kodaira.

## Características orbitales
Kodaira está situado a una distancia media de 2,756 ua del Sol, pudiendo alejarse hasta 3,903 ua y acercarse hasta 1,610 ua. Tiene una excentricidad de 0,415 y una inclinación orbital de 29 grados. Emplea 1671 días en completar una órbita alrededor del Sol. El movimiento de Kodaira, sobre el fondo estelar, es de 0,215 grados por día.

## Características físicas
La magnitud absoluta de Kodaira es 12,6 y el periodo de rotación de 5,400 horas.